# Провизор (журнал)
«Провизор» — ежемесячный научно-популярный журнал, издающийся с 1996 года.
Журнал адресован провизорам, врачам, руководителям учреждений здравоохранения, научным работникам, а также работникам системы снабжения фармацевтических предприятий и коммерческих организаций.
Индекс журнала «Провизор»
- по каталогу агентства «Роспечать»: 95386
- по каталогу «Укрпошта»: 22633

## Рубрики
- «Безопасность лекарств»
- «Консультация специалиста»
- «Фармацевтическая промышленность»
- «Слово разработчику»
- «Мнение эксперта»
- «Мнение специалиста»
- «Советы психолога»
- «Новости компаний»
- «Мониторинг рекламы»
- «Фармацевтическая наука»
- «Иммунобиологические препараты»
- «Маркетинг»
- «Лечебная косметика»
- и др.